# Die Garmisch-Cops
Die Garmisch-Cops ist eine deutsche Fernsehserie, produziert von Bavaria Film im Auftrag des ZDF und des ORF. Sie ist ein Ableger der Rosenheim-Cops und spielt in Garmisch-Partenkirchen und Umgebung. Die Dreharbeiten wurden in Garmisch-Partenkirchen, im Werdenfelser Land sowie in den Bavaria Filmstudios in Geiselgasteig durchgeführt.
Noch während der Ausstrahlung der zweiten Staffel kündigte das ZDF im März 2014 an, dass keine weiteren Folgen mehr hergestellt würden. Grund sei die zu geringe Resonanz beim jungen Publikum.

## Hauptfiguren
Durch die unterschiedlichen Naturelle des für unkonventionelle Methoden bekannten urbayerischen Kriminalhauptkommissars Anton Wölk (Thomas Unger) und des schüchternen, aus Osnabrück „zugereisten“ Kriminalkommissars Robert Bähr (Jan Dose) kommt es zwischen den beiden Ermittlern immer wieder zu Reibereien. Staatsanwältin Claudia Wölk (Franziska Schlattner) ist Antons Noch-Ehefrau. Ihr Vorgesetzter, Oberstaatsanwalt Dr. Helmut Wetzel (Holger Daemgen), hat ein Auge auf die attraktive Juristin geworfen. Spurensicherer Peter Falk (Tim Wilde), der sich für den wichtigsten Mann im Team hält, und Polizeiobermeister Franz Obermayr (Christoph Stoiber) komplettieren das Ermittlerteam. Obermayr buhlt um die Gunst der geschwätzigen, aber herzensguten Sekretärin Marianne Zaglmann (Sara Sommerfeldt), die jedoch ihren Fokus auf Oberstaatsanwalt Wetzel richtet.
Frau Zaglmann wird nach Staffel 1 von Charlotte Gruber (Bettina Mittendorfer) abgelöst. Auch das Vorzimmer der Staatsanwaltschaft wird neu besetzt: Rosemarie Fels (Inge Blau) tritt an die Stelle von Julia Heller (Nina Hartmann).

## Besetzung
| Schauspieler         | Rollenname        | Beruf                  | Episoden | Staffel(n) | Jahr(e)   |
| -------------------- | ----------------- | ---------------------- | -------- | ---------- | --------- |
| Thomas Unger         | Anton Wölk        | Kriminalhauptkommissar | 1–22     | 1–2        | 2012–2014 |
| Jan Dose             | Robert Bähr       | Kriminalkommissar      | 1–22     | 1–2        | 2012–2014 |
| Franziska Schlattner | Claudia Wölk      | Staatsanwältin         | 1–22     | 1–2        | 2012–2014 |
| Christoph Stoiber    | Franz Obermayr    | Polizeiobermeister     | 1–22     | 1–2        | 2012–2014 |
| Holger Daemgen       | Dr. Helmut Wetzel | Oberstaatsanwalt       | 1–22     | 1–2        | 2012–2014 |
| Tim Wilde            | Peter Falk        | Kriminaltechniker      | 1–22     | 1–2        | 2012–2014 |
| Christian Spatzek    | Matti Fuchs       | Wirt                   | 1–22     | 1–2        | 2012–2014 |
| Katrin Anne Heß      | Sandra Lehmann    | Bedienung              | 1–22     | 1–2        | 2012–2014 |
| Sara Sommerfeldt     | Marianne Zaglmann | Sekretärin             | 1–10     | 1          | 2012      |
| Nina Hartmann        | Julia Heller      | Sekretärin             | 9–10     | 1          | 2012      |
| Bettina Mittendorfer | Charlotte Gruber  | Sekretärin             | 11–22    | 2          | 2014      |
| Inge Blau            | Rosemarie Fels    | Sekretärin             | 11–22    | 2          | 2014      |

## Gaststars
| - Andrea Ballschuh - Fritz Barth - Markus Brandl - Andreas Buntscheck - Marisa Burger - Annemarie Carpendale - Susanne Czepl - Gaby Dohm | - Alexander Duda - Ole Eisfeld - Winfried Frey - Francis Fulton-Smith - Christoph Grunert - Eisi Gulp - Roland von Kummant - Moritz Lindbergh | - Joseph Lorenz - Mirja Mahir - Lilian Naumann - Claus Obalski - Laura Osswald - Philippine Pachl - Alexander Pelz - Bettina Redlich | - Matthias Christian Rehrl - Eva-Maria Reichert - Simone Rethel - Hans Schuler - Kristin Sikder - Nicola Tiggeler - Viola Wedekind - Peter Weiß |

## Episodenliste
| Nr. | Titel                        | Erstausstrahlung ZDF |
| --- | ---------------------------- | -------------------- |
| 1   | Finks letzter Flug           | 10. Oktober 2012     |
| 2   | Das Harz in der Suppe        | 17. Oktober 2012     |
| 3   | O’zapft is                   | 24. Oktober 2012     |
| 4   | Doppeltes Spiel              | 31. Oktober 2012     |
| 5   | Zu Tode gemakelt             | 14. November 2012    |
| 6   | Traktorfahrt in den Tod      | 21. November 2012    |
| 7   | Badeschaum für einen Toten   | 28. November 2012    |
| 8   | Happy End mit Leiche         | 5. Dezember 2012     |
| 9   | Abgerechnet wird zum Schluss | 12. Dezember 2012    |
| 10  | Ein Mordsdorf                | 19. Dezember 2012    |

| Nr. | Titel                   | Erstausstrahlung ZDF |
| --- | ----------------------- | -------------------- |
| 1   | Gondelfahrt in den Tod  | 3. Januar 2014       |
| 2   | Der letzte Ton          | 10. Januar 2014      |
| 3   | Misslungene Rückkehr    | 17. Januar 2014      |
| 4   | Wo gesägt wird …        | 24. Januar 2014      |
| 5   | Tod an der Angel        | 31. Januar 2014      |
| 6   | Der Chef ist tot!       | 14. Februar 2014     |
| 7   | Ausgespielt             | 21. Februar 2014     |
| 8   | Wenn zwei sich streiten | 28. Februar 2014     |
| 9   | Gesund sterben          | 14. März 2014        |
| 10  | Tod auf dem Eis         | 21. März 2014        |
| 11  | Ausgekocht              | 28. März 2014        |
| 12  | Ausflug in den Tod      | 4. April 2014        |

## Trivia
Ein Crossover mit den Rosenheim-Cops findet sich in der Folge 244, Erben will gekonnt sein, in Staffel 12. Darin geraten Claudia und Anton Wölk während eines Aufenthalts in Rosenheim unter Mordverdacht. In Folge 6 der ersten Staffel der Garmisch-Cops, Traktorfahrt in den Tod, treffen sich Frau Zaglmann und Frau Stockl aus den Rosenheim-Cops zum "Kaffee" in Garmisch. In Folge 10 der ersten Staffel, Ein Mordsdorf, empfängt Dr. Wetzel den Polizeidirektor aus Rosenheim, Gert Achtziger, zu einer Besprechung bezüglich einer Juristen-Tagung.

## Audiodeskription
Ab Januar 2013 wurden neue Folgen der Serie auch als Hörfilm ausgestrahlt.

## DVD-Veröffentlichung
Die komplette Serie (zwei Staffeln) ist auf DVD erschienen.